# Ullemmeden

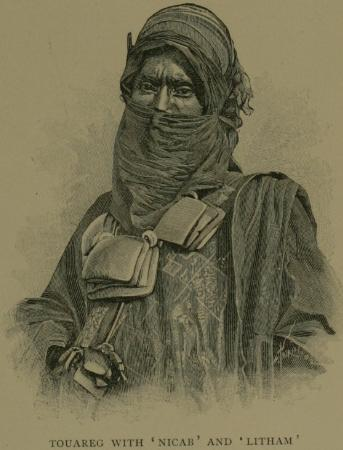
Tuareg aus Timbuktu, ca. 1890

Die Ullemmeden (sprachliche Varianten: Iwllemmedan, Aulliminden, Ioullemmeden, Ouelleminden) sind die bedeutendste, weil mit 200.000 Menschen größte, Gruppe der Sahel-Tuareg. Sie entstammen der Region des Adrar des Ifoghas. Ihre Lebensweise ist nomadisch, vornehmlich sind sie im Sahelgebiet heimisch. Ihr Verbreitungsgebiet erstreckt sich vom Westen Malis (Timbuktu) bis nach Niamey im östlichen Niger. Südlich des 16. Breitengrades herrschen kurze Vegetationsperioden vor. Nach ihnen benannt ist das Ullemmeden-Becken.

## Geschichte
Die Franzosen erreichten Mali und Niger 1894. Ab dieser Zeit drangen sie zunehmend in die Stammesgebiete der Ullemmeden vor. Sie eroberten Timbuktu und erreichten die Unterwerfung der Tengérégif, welche versucht hatten, die Stadt zu verteidigen. Eine friedliche Mission führte die Franzosen nach Gao in Mali, wo sie auf Madidou, den Amenokal (König) der Iwllemmedan trafen, mit welchem sie einen Vertrag aushandelten. Dieser sah vor, dass die Franzosen unter Schutz stünden, so das Herrschaftsgebiet der Ullemeden unangetastet bliebe. Da die Franzosen sich in der Folge immer mehr in der Region etablierten und das Abkommen kaum ernst genommen wurde, wurden die Ullemmeden 1903 unterworfen. Eine Gemengelage aus Guerillakrieg und Scheinverhandlungen setzte die Ullemmeden unter massiven Druck. Es folgte die Eroberung Gaos. Anführer Madidou starb, und die Franzosen bewegten den neuen Amenokal (Lowey) dazu, den Widerstand aufzugeben. Viele Ullemmeden-Tuareg ergriffen die Flucht nach Nigeria und ließen sich bei Kano und Katsena nieder.

## Wirtschaftliche Rivalität
Rivalen um Weidegründe und Brunnenwasser sind Fulbe und Mauren. Zahlreiche Ethnien sesshafter Hirsebauern konkurrieren ebenfalls mit ihnen.

## Stämme und Sprache
Unterschieden werden die Kel Ataram („people of the west“), deren Zentrum im malischen Ménaka liegt, und die Kel Dennek („people of the east“). Deren Zentren sind Tchintabaraden und Tahoua im Niger. Zum Ende der Regenzeit ziehen die Kel Dennek ins nördliche Ingall. Nicht zugehörig sind die eigenständigen Stämme Kel Ajjer und Kel Ahaggar.
Die bekanntesten Stämme der Kel Dennek sind die Irreulen, Tiggirmat, Kel Nan, Tellemidez und Ikhekheren. Sie sprechen Tawallammat tan Dannag (Tawallammat Tamascheq), eine Spielart des Süddialekts des Tamascheq.
Die bekanntesten Stämme der Kel Ataram sind die Tahabanaten und die Ighatafan. Sie sprechen Tawallammat tan Ataram (Tawallammat Tamascheq), ebenfalls dem Süddialekt des Tamascheq zugehörig.